# Obizzo Malaspina
Obizzo Malaspina (? – 1185/1186) est un condottière italien impliquée dans la guerre entre guelfes et gibelins.

## Biographie
Fils d'Alberto Malaspina (it), en 1154, il participe au siège de Tortone contre Frédéric Barberousse, mais en 1164, il s'allie avec lui pour le sauver des Pontremolesi.
Dans les dernières années, il soutient la Ligue lombarde. En 1172, avec le soutien de Pise, il déclenche une forte révolte contre Gênes.
Il épouse Maria Bianco di Vezzano, avec qui il a trois enfants. De lui descend Spinetta Malaspina (en), surnommé le Grand de Fosdinovo.

## Descendance
Obizzo a trois fils:
- Alberto Malaspina (it)
- Morello
- Obizzone